# Portugués timorense
El portugués timorense, portugués de Timor Oriental o también portugués nusantarano es la variante lingüística del idioma portugués hablado en Timor Oriental. El portugués goza de estatus de idioma oficial en el país, junto al tetun, el cual también toma muchas palabras de origen portugués en su conformación. Al igual que otros países lusófonos, el plan de estudios del idioma está basado en el portugués europeo, con algunos localismos en la pronunciación. Timor Oriental es el único Estado soberano de Asia cuyo idioma oficial es el portugués. Macao, que también lo tiene bajo el mismo estatus, es una región administrativa especial de China.

## Historia
El portugués era el idioma ampliamente hablado en el Timor portugués, territorio administrado bajo el dominio colonial del Imperio portugués, siendo incluso el único idioma empleado para impartir clases a los estudiantes, como también a nivel oficial. No obstante, existió una relación de coexistencia con el tetun, razón por la cual esta última fue fuertemente influenciada por las palabras de origen portugués. Asimismo, la variante lingüística tetun-prasa se mantuvo como la lingua franca entre los diferentes pueblos aborígenes del territorio, lo que facilitó la comunicación entre ellos.
Durante la ocupación de Timor Oriental por Indonesia, el portugués recobró un sentido de identidad cultural a la resistencia de la invasión indonesia, propiciado tanto dentro del país como también por los líderes exiliados políticos en el exterior. Los militares indonesios impusieron su propio idioma en los territorios ocupados; por consiguiente, la aparición del sentimiento nacionalista y de la identidad nacional timorense, surgió de la mano del uso de sus idiomas usados históricamente: el tetun y el portugués.
Una vez obtenida la independencia, las autoridades nacionales de Timor Oriental declararon a nivel constitucional al portugués y tetun como los idiomas oficiales de la república.
Debido a acuerdos de cooperación y asistencia con Brasil y Portugal, el portugués ha recobrado una mayor presencia en la cotidianeidad de la sociedad timorense desde su independencia hasta la actualidad.

## Fonología
El dialecto portugués hablado por los habitantes de Timor Oriental es similar a otros dialectos asiáticos lusófonos, como los indios (goa), malayos (malacca) e indonesios (larantuka) y, hasta cierto punto, también a las variantes africanas. La diferencia perceptible entre el portugués timorense y el portugués hablado en Lisboa radica en la entonación del hablante timorense, donde se encuentra un tono sutil basado en el tetun que lleva al portugués a la cima. Por ejemplo, para decir "por favor" se dice [puʁ faˈvo] en el habla coloquial brasileña, [poʁ faˈvoʁ] o [poɾ faˈvoɾ] en el habla educada brasileña, [po faˈvo] en Timor Oriental, pero [poɾ fɐˈvoɾ] en portugués europeo. Los gobiernos locales y las escuelas son estrictos en la enseñanza del dialecto europeo, tal como lo usan en Macao, Portugal y la CPLP. Debido a que la pronunciación elegida es la europea, la pronunciación nativa es más cercana a la europea que a la mozambiqueña a pesar de que está a medio camino entre los dialectos europeos y mozambiqueños, por lo que es es común que los extranjeros escuchen [poɾ fɐˈvoɾ] en Timor-Leste. La fonología estándar portuguesa se ve ligeramente afectada por el tetun y otras lenguas nativas, aunque no sea la lengua materna de los hablantes.
A nivel de fonología, existen fenómenos de metátesis, denasalización, resillabificación y variación en la realización de consonantes palatales, como /ʃ/ > pronunciada como [sʲ] o [s]:
- Ejemplos: chegar (llegar) [se.ˈga.a] ~ [ˈsʲe.ga]; chá (té) [sʲa]; bicho (bicho) [ˈbi.su];

/ɲ/ > pronunciado como [ɲ], [n], [nʲ] o [j]
- Ejemplos: vinho (vino) [ˈbi.nʲu] ~ [ˈvi.nʲu]; rascunho (borrador) [ras.ˈku.nʲu] ~ [ras.ˈku.nju]; bonitinho (bonito) [bo.ni.ˈti.ju] ~ [bo.ni.ˈti.nʲu];

La nasalización es una característica tipológica que no existe en las lenguas nativas de Timor Oriental, ni tampoco en muchas lenguas del mundo. Así, el portugués hablado en Timor presenta de manera amplia el fenómeno de la denasalización, así como no presenta la prenasalización (fenómeno presente en muchas variedades de portugués, incluido el portugués brasileño, como en "cama" [ˈkãma]); algunos ejemplos siguen:
- Ejemplos: educação (educación) [e.du.ka.ˈsa.u] ~ [e.du.ka.ˈsa.un] ação (acción) [a.ˈsa.u] ~ [a.ˈsa.un] confissao (confesión) [kon.fi.ˈsa.u] ~ [kon.fi.ˈsa.un]

Además, los timorenses suelen palatalizar el fonema /ʒ/ a [z] o [dʒ], por ejemplo: ʒ > z já [za] ~ [dʒa]; vigésimo (vigésimo) [vi.„zɛ.zi.mu] ~ [bi.„zɛ.zi.mu] ~ [vi.„zɛ.si.mu] ~ [bi.„zɛ.si.mu].

## Ortografía
Timor Oriental utiliza la ortografía del portugués europeo estándar (português-padrão): que utilizan Portugal, la Comunidad de Países de Lengua Portuguesa (CPLP) y Macao.

## Enseñanza

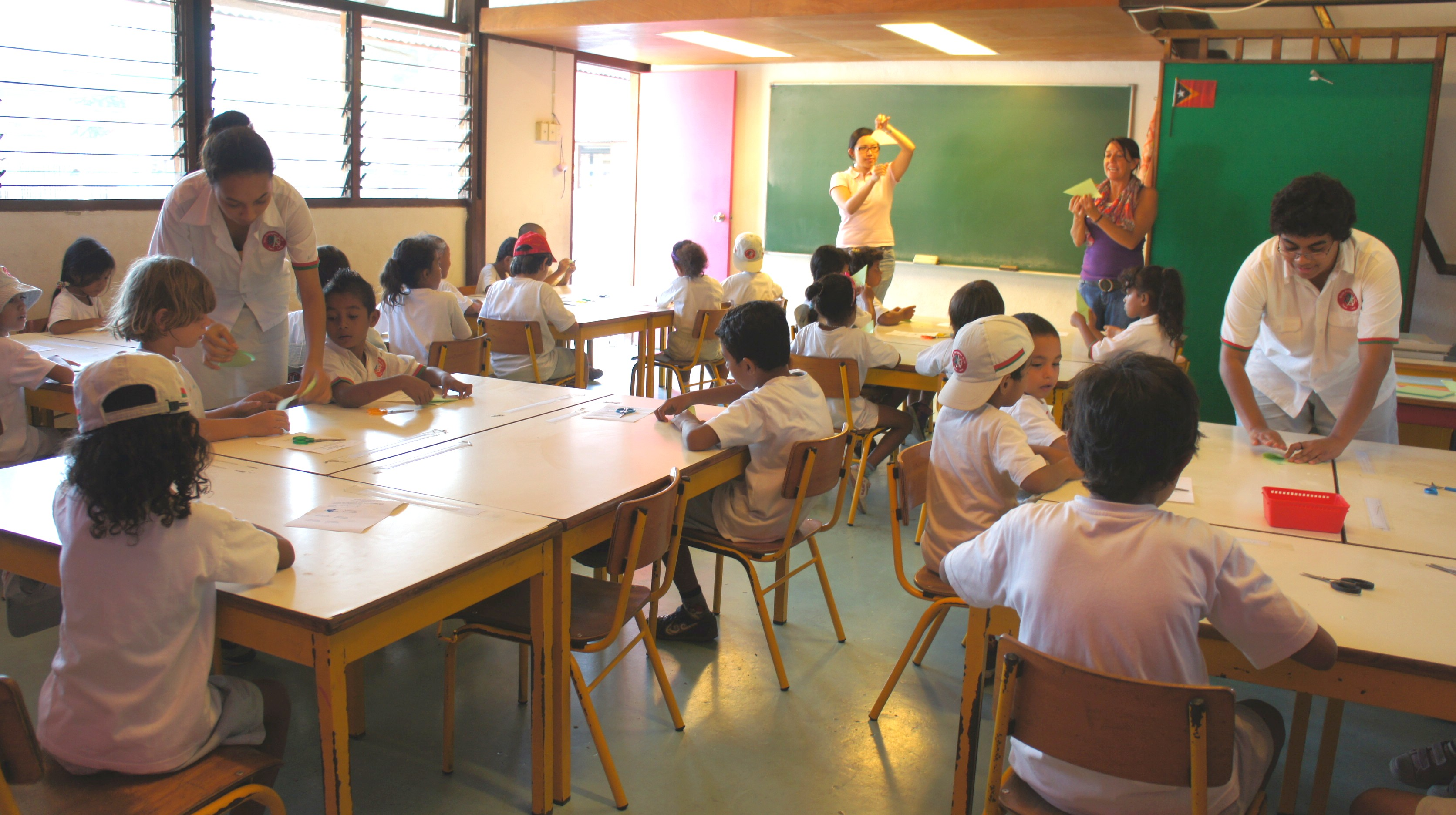
Una clase para niños en la Escuela Portuguesa de Dili

El portugués es impartido en los centros educativos de todos los niveles dentro del sistema educacional timorense. Debido a la falta de docentes para ampliar su cobertura, ha sido de gran ayuda la cooperación prestada por Brasil en materias de formación académica de pedagogos de la lengua portuguesa, producción de material didáctico especial para el país en este idioma y apoyo en el desarrollo de una política educacional que incorpore al portugués como parte integral del aprendizaje de los estudiantes timorenses.